# Drogheda
Drogheda (Droichead Átha em irlandês) é uma cidade da República da Irlanda ou Eire que fica no sul do condado de Louth (An Lú em irlandês) perto da fronteira com o condado de Meath, na costa leste da ilha e dista 56 quilômetros de Dublin, e por esse motivo muitos de seus habitantes trabalham na capital do país.
De acordo com o censo de 2006 a cidade possui 28.894 habitantes.

## Turismo
Nas imediações da cidade, a norte, encontram-se as ruínas do mosteiro Mainistir Bhuithe, onde é possível encontrar três cruzes altas ostentando marcada influência artística celta.Drogheda é a cidade natal do ator Pierce Brosnan.

## Massacre de Drogheda
Durante a chamada Segunda Guerra Inglesa, que culminou com a derrubada e posterior decapitação do monarca Carlos I da Inglaterra, a cidade de Drogheda foi palco de um massacre. As tropas do ursurpador do trono, Oliver Cromwell invadiram a cidade e mataram cerca de 3500 pessoas. Homens, militares e padres foram mortos em uma ação que acirrou os ânimos entre ingleses e irlandeses por mais de 300 anos.

## Economia
A economia em Drogheda, como a de muitas outras cidades da Irlanda, está mudando rapidamente. As velhas indústrias baseadas em torno de linho e têxteis, fabricação de cerveja, transporte e fabricação já desapareceram ou estão em declínio. Nos últimos anos, com a recuperação da economia irlandesa Drogheda se desponta como um novo polo de atração de emprego, sobretudo para estudantes estrangeiros.

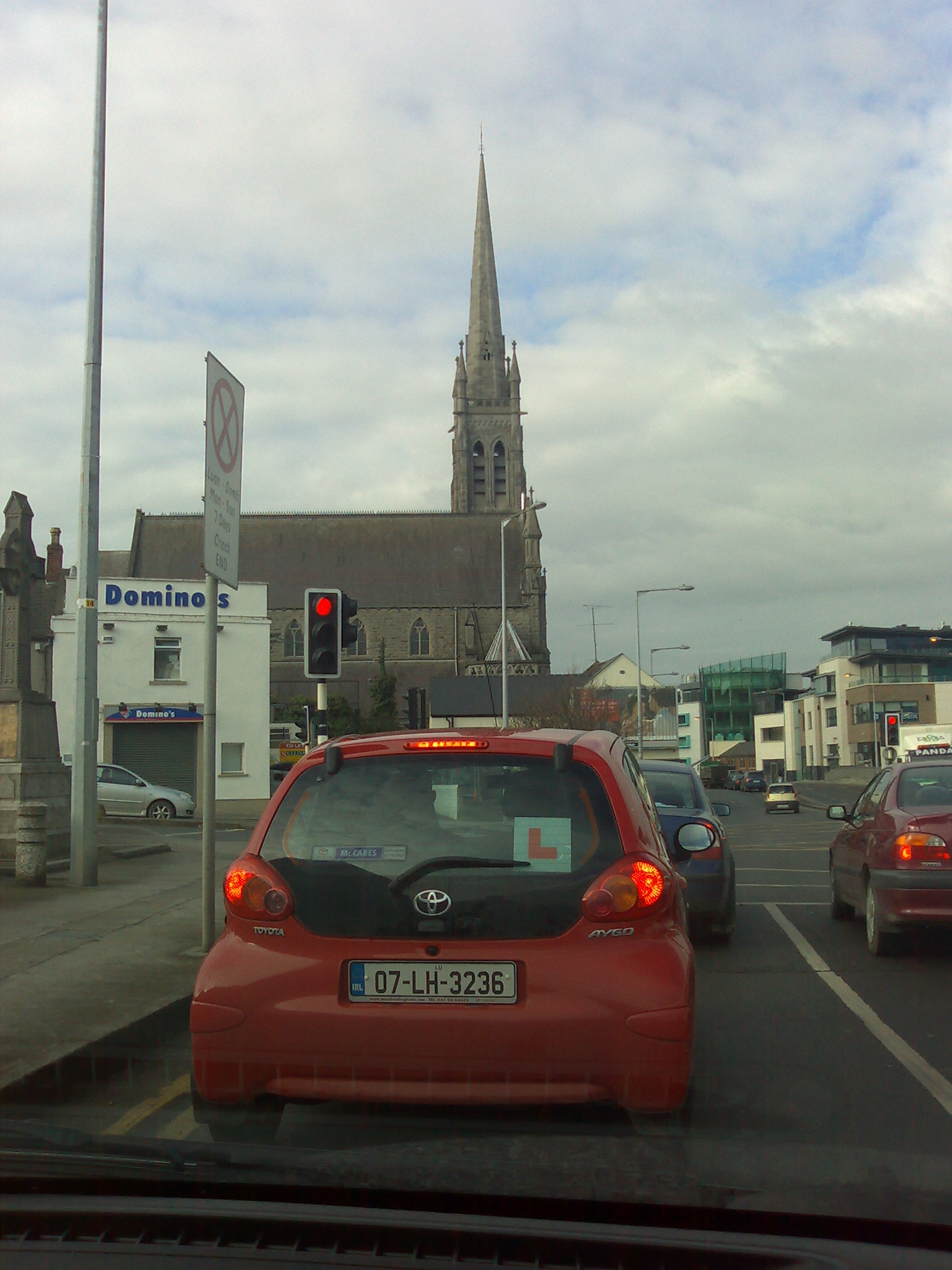
Rua de Drogheda e sua catedral